# Tsuma to shite onna to shite
Tsuma to shite onna to shite (妻として女として, lit. "como esposa, como uma mulher") é um filme de drama japonês de 1961 dirigido por Mikio Naruse.

## Sinopse
Miho, amante do professor casado Keijiro, administra um bar em Ginza, Tóquio, de propriedade dele e de sua esposa Ayako há anos, na esperança de que algum dia ela possa se tornar outra proprietária como agradecimento por seus esforços. Em vez disso, Ayako hipoteca o bar para adquirir um novo imóvel, levando a um conflito entre as duas mulheres. Keijiro evita tomar partido, e continuando seu caso com Miho. Encorajada por amigos, Miho contrata o advogado Minami para reivindicar uma indenização. Quando sua esperança de ganhar o caso começa a ruir, ela decide lutar pela custódia dos filhos de Keijiro, Hiroko e Susumu, que são seus filhos biológicos, mas que foram criados por Keijiro e pela infértil Ayako como se fossem desse casal. Num confronto final entre Keijiro, Ayako e Miho, as crianças descobrem que Miho, que sempre lhes foi apresentada como tia, é verdadeira mãe das crianças. Hiroko repreende os adultos por sua falta de sinceridade, recusando-se a se envolver em seus esquemas judiciais. Algum tempo depois, Hiroko vai morar com uma amiga da escola, por estar decepcionada com as atitudes dos pais. Miho, compensada com uma pequena quantia da indenização, planeja abrir uma loja de comida de rua, enquanto Ayako pensa em se divorciar de Keijiro.

## Elenco
- Hideko Takamine como Miho Nishigaki
- Masayuki Mori como Keijiro Kouno
- Chikage Awashima como Ayako Kouno
- Yuriko Hoshi como Hiroko Kouno
- Kenzaburō Ōsawa como Susumu Kouno
- Tatsuya Nakadai como Minami
- Chōko Iida como Nishigaki Shino, avó de Miho
- Keiko Awaji como Fukuko
- Chieko Nakakita como Toshiko Furuya
- Nobuo Nakamura como Kimura
- Kumi Mizuno como Ruriko
- Chieko Seki como Toshibo
- Natsuko Kahara como minha
- Murasaki Fujima como Kyoko

## Produção e lançamento
O roteiro de Tsuma to shite onna to shite foi inspirado em processos judiciais reais na época. O filme foi lançado no Japão em 30 de maio de 1961 e nos EUA em março de 1962, em uma versão legendada.

## Recepção e temas abordados
Para a biógrafa de Naruse, Catherine Russell, Tsuma to shite onna to shite foi "direcionado para ter valor educacional" e "coloca algumas questões sérias sobre o trabalho e a responsabilidade social das mulheres, e as desigualdades de gênero de um sistema familiar que mais ou menos tolera casos extraconjugais para homens." O corroteirista do filme, Toshirō Ide, observou em um artigo que esta foi a primeira vez que um divórcio foi aceito como conclusão de um filme, pois obras que abordavam dramas semelhantes feitas por Ide e Naruse como Meshi, Tsuma e Tsuma no kokoro, tiveram seus finais alterados a pedido dos produtores. Embora, segundo Russell, alguns críticos tenham endossado esse filme, ela também aponta a falta das características cinematografias marcantes do diretor no filme.

## Legado
Tsuma to shite onna to shite foi exibido no Berkeley Art Museum e no Pacific Film Archive em 1981 e no Museum of Modern Art em 1985 como parte de suas retrospectivas sobre as obras do diretor Mikio Naruse, onde esta última foi também organizada pelo Kawakita Memorial Film Institute e o crítico de cinema Audie Bock.